# Josep Devesa
Josep Devesa (Palma, Illes Balears, 1812 - Galícia, 1846) fou un tenor mallorquí. Va iniciar la seva formació musical a la Capella de Santa Maria del Mar de Barcelona. Posteriorment, es trasllada a Itàlia per estudiar cant entre els anys 1835 i 1838 amb Lamperti i hi començà la seva carrera escènica.
El 1839 torna a Barcelona i es va presenetar al Teatre del Liceo Filarmónica Dramático de Montesión, on va obtenir un gran èxit amb òperes de Mercadante, Donitzetti i Herold. El 1840 es traslladà a Bilbao per cantar Norma de Bellini i Parisina de Donitzetti, i a partir d'aquí va anar assolint fama dins el repertori belcantista que el va portar a recórrer els principals teatres operístics del moment.
Va ser durant una de les seves gires que morir al bolcar la diligència en que viatjava.